# Acrocercops serriformis
Acrocercops serriformis är en fjärilsart som beskrevs av Edward Meyrick 1930. Acrocercops serriformis ingår i släktet Acrocercops och familjen styltmalar. Inga underarter finns listade i Catalogue of Life.